# Jahor Chatkevič
Jahor Tadėvušavič Chatkevič (in bielorusso Ягор Тадэвушавіч Хаткевіч?; Minsk, 9 luglio 1988) è un calciatore bielorusso, portiere del Tūran Türkistan.

## Statistiche

### Cronologia presenze e reti in nazionale
| Cronologia completa delle presenze e delle reti in nazionale ― Bielorussia | Cronologia completa delle presenze e delle reti in nazionale ― Bielorussia | Cronologia completa delle presenze e delle reti in nazionale ― Bielorussia | Cronologia completa delle presenze e delle reti in nazionale ― Bielorussia | Cronologia completa delle presenze e delle reti in nazionale ― Bielorussia | Cronologia completa delle presenze e delle reti in nazionale ― Bielorussia | Cronologia completa delle presenze e delle reti in nazionale ― Bielorussia | Cronologia completa delle presenze e delle reti in nazionale ― Bielorussia |
| Data                                                                       | Città                                                                      | In casa                                                                    | Risultato                                                                  | Ospiti                                                                     | Competizione                                                               | Reti                                                                       | Note                                                                       |
| -------------------------------------------------------------------------- | -------------------------------------------------------------------------- | -------------------------------------------------------------------------- | -------------------------------------------------------------------------- | -------------------------------------------------------------------------- | -------------------------------------------------------------------------- | -------------------------------------------------------------------------- | -------------------------------------------------------------------------- |
| 26-2-2020                                                                  | Sofia                                                                      | Bulgaria                                                                   | 0 – 1                                                                      | Bielorussia                                                                | Amichevole                                                                 | -                                                                          |                                                                            |
| 8-10-2020                                                                  | Tbilisi                                                                    | Georgia                                                                    | 1 – 0                                                                      | Bielorussia                                                                | Qual. Euro 2020                                                            | -1                                                                         |                                                                            |
| 11-10-2020                                                                 | Vilnius                                                                    | Lituania                                                                   | 2 – 2                                                                      | Bielorussia                                                                | UEFA Nations League 2020-2021 - 1º turno                                   | -2                                                                         |                                                                            |
| 15-11-2020                                                                 | Minsk                                                                      | Bielorussia                                                                | 2 – 0                                                                      | Lituania                                                                   | UEFA Nations League 2020-2021 - 1º turno                                   | -                                                                          |                                                                            |
| 18-11-2020                                                                 | Tirana                                                                     | Albania                                                                    | 3 – 2                                                                      | Bielorussia                                                                | UEFA Nations League 2020-2021 - 1º turno                                   | -3                                                                         |                                                                            |
| 26-3-2022                                                                  | Madinat 'Isa                                                               | India                                                                      | 0 – 3                                                                      | Bielorussia                                                                | Amichevole                                                                 | -                                                                          |                                                                            |
| 22-9-2022                                                                  | Astana                                                                     | Kazakistan                                                                 | 2 – 1                                                                      | Bielorussia                                                                | UEFA Nations League 2022-2023 - 1º turno                                   | -2                                                                         |                                                                            |
| Totale                                                                     |                                                                            | Presenze                                                                   | 7                                                                          |                                                                            | Reti                                                                       | -8                                                                         |                                                                            |

## Palmarès

### Club

#### Competizioni nazionali
- Coppa di Bielorussia: 2

MTZ-RIPO Minsk: 2007-2008
Tarpeda-BelAZ: 2015-2016